# Carrarese Calcio 1908 2024-2025
Questa voce raccoglie le informazioni riguardanti la Carrarese Calcio 1908 nelle competizioni ufficiali della stagione 2024-2025.

## Stagione
In questa stagione 2024-2025 la Carrarese torna dopo settantasei anni ad assaporare il profumo della serie cadetta, allenata dal confermato tecnico Antonio Calabro. Ad agosto nella Coppa Italia nel primo turno supera (2-1) il Catania, poi nel secondo turno lascia il torneo superata (3-1) dal Cagliari.

## Organigramma societario
Aggiornato al 10 aprile 2024
Area direttiva
- Presidente: Fabio Oppicelli
- Amministratore delegato e direttore sportivo: Iacopo Pasciuti
- Consigliere di amministrazione: Lorenzo Cabani
- Amministrazione: Diego Imperatrice
- Team manager:	Nicola Bongiorni

Area tecnica
- Allenatore: Antonio Calabro
- Allenatore in seconda: Giuseppe Padovano
- Preparatore dei portieri: Ferdinando Scarpello
- Match analyst: Alessio Talia
- Preparatore atletico: Michele Balloni

Area sanitaria
- Responsabile sanitario: Marco Piolanti, Giampaolo Poletti
- Fisioterapisti: Giacomo Schembri, Simona Bertano, Gregorio Simoncini, Andrea Biagini
- Recupero infortunati:	Gianluca Babboni

## Rosa
Aggiornata il 3 febbraio 2025.
| N. |                      | Ruolo | Calciatore                 |
| -- | -------------------- | ----- | -------------------------- |
| 1  | Italia (bandiera)    | P     | Marco Bleve                |
| 3  | Italia (bandiera)    | D     | Marco Imperiale (capitano) |
| 4  | Argentina (bandiera) | D     | Julián Illanes Minucci     |
| 6  | Italia (bandiera)    | D     | Filippo Oliana             |
| 7  | Italia (bandiera)    | D     | Davide Grassini            |
| 8  | Italia (bandiera)    | C     | Riccardo Palmieri          |
| 9  | Italia (bandiera)    | A     | Luigi Cherubini            |
| 10 | Italia (bandiera)    | A     | Giuseppe Panico            |
| 11 | Italia (bandiera)    | C     | Manuel Cicconi             |
| 12 | Italia (bandiera)    | P     | Thomas Tampucci            |
| 13 | Italia (bandiera)    | D     | Devid Bouah                |
| 14 | Italia (bandiera)    | D     | Tommaso Di Matteo          |
| 17 | Italia (bandiera)    | C     | Emanuele Zuelli            |
| 18 | Argentina (bandiera) | C     | Nicolás Schiavi            |
| 19 | Albania (bandiera)   | A     | Stiven Shpendi             |
| 20 | Italia (bandiera)    | C     | Samuel Giovane             |

| N. |                      | Ruolo | Calciatore          |
| -- | -------------------- | ----- | ------------------- |
| 21 | Italia (bandiera)    | D     | Mauro Coppolaro     |
| 22 | Italia (bandiera)    | P     | Stefano Mazzini     |
| 25 | Italia (bandiera)    | A     | Filippo Falco       |
| 26 | Italia (bandiera)    | D     | Raffaele Cartano    |
| 27 | Argentina (bandiera) | A     | Ryduan Palermo      |
| 28 | Italia (bandiera)    | A     | Alessandro Capello  |
| 32 | Italia (bandiera)    | A     | Mattia Finotto      |
| 33 | Italia (bandiera)    | A     | Alessio Sansaro     |
| 34 | Italia (bandiera)    | D     | Gabriele Guarino    |
| 39 | Italia (bandiera)    | D     | Mattia Motolese     |
| 44 | Italia (bandiera)    | C     | Tommaso Maressa     |
| 66 | Islanda (bandiera)   | D     | Hjörtur Hermannsson |
| 72 | Italia (bandiera)    | D     | Simone Zanon        |
| 77 | Italia (bandiera)    | C     | Niccolò Belloni     |
| 82 | Italia (bandiera)    | C     | Leonardo Capezzi    |
| 90 | Italia (bandiera)    | A     | Leonardo Cerri      |

## Risultati

### Serie B

#### Girone di andata
| Arbitro: | Prontera (Bologna) |

|                           |           |                |
| C. Shpendi 8’, 23’ (rig.) | Marcatori | 55’ N. Schiavi |

| Arbitro: | Ghersini (Genova) |

|                    |           |  |
| Vázquez 88’ (rig.) | Marcatori |  |

| Arbitro: | Prontera (Bologna) |

|                                   |           |  |
| N. Schiavi 45’ (rig.) Finotto 56’ | Marcatori |  |

| Arbitro: | Perenzoni (Rovereto) |

|                                      |           |           |
| Biasci 34’ Iemmello 45’ Pontisso 53’ | Marcatori | 44’ Bouah |

| Arbitro: | Mariani (Aprilia) |

|  |           |                                 |
|  | Marcatori | 77’ Mulattieri 90+4’ Thorstvedt |

| Arbitro: | Rapuano (Rimini) |

|                                                           |           |                     |
| F. Esposito 24’, 61’ Sal. Esposito 48’ (rig.) Hristov 82’ | Marcatori | 5’ Cerri 74’ Oliana |

| Pisa 28 settembre 2024, ore 15:00 CEST 7ª giornata | Carrarese          | 0 – 0 referto | Reggiana | Stadio Arena Garibaldi-Romeo Anconetani (2 280 spett.)\| Arbitro: \| Marcenaro (Genova) \| |
| Arbitro:                                           | Marcenaro (Genova) |               |          |                                                                                            |

| Arbitro: | Arena (Torre del Greco) |

|  |           |             |
|  | Marcatori | 64’ Cicconi |

| Arbitro: | Monaldi (Macerata) |

|             |           |                    |
| Schiavi 71’ | Marcatori | 69’ (rig.) Mancuso |

| Arbitro: | Rutella (Enna) |

|                              |           |  |
| Cerri 13’, 27’ Cherubini 37’ | Marcatori |  |

| Bari 29 ottobre 2024, ore 20:30 CET 11ª giornata | Bari               | 0 – 0 referto | Carrarese | Stadio San Nicola (14 603 spett.)\| Arbitro: \| Dionisi (L'Aquila) \| |
| Arbitro:                                         | Dionisi (L'Aquila) |               |           |                                                                       |

| Arbitro: | Perri (Roma) |

|                      |           |  |
| Cauz 42’ Palumbo 80’ | Marcatori |  |

| Arbitro: | Guida (Torre Annunziata) |

|           |           |  |
| Bouah 89’ | Marcatori |  |

| Arbitro: | La Penna (Roma) |

|                                                      |           |                    |
| Włodarczyk 18’ Soriano 20’ Verde 53’ (rig.) Simy 89’ | Marcatori | 41’ (rig.) Schiavi |

| Arbitro: | Crezzini (Siena) |

|                |           |  |
| S. Shpendi 77’ | Marcatori |  |

| Brescia 15 dicembre 2024, ore 15:00 CET 17ª giornata | Brescia            | 0 – 0 referto | Carrarese | Stadio Mario Rigamonti (3 775 spett.)\| Arbitro: \| Monaldi (Macerata) \| |
| Arbitro:                                             | Monaldi (Macerata) |               |           |                                                                           |

| Arbitro: | Prontera (Bologna) |

|            |           |            |
| Veroli 67’ | Marcatori | 4’ Finotto |

#### Girone di ritorno
| Arbitro: | Perri (Roma) |

|                          |           |  |
| Bouah 46’ S. Shpendi 77’ | Marcatori |  |

| Arbitro: | Cosso (Reggio Calabria) |

|                                |           |             |
| Canestrelli 22’ Caracciolo 87’ | Marcatori | 61’ Finotto |

| Arbitro: | Sozza (Seregno) |

|  |           |                                       |
|  | Marcatori | 20’ 45+4’ Esposito 50’ Kouda 58’ Elia |

| Arbitro: | Scatena (Avezzano) |

|             |           |                                      |
| Cicconi 75’ | Marcatori | 41’ Bertagnoli 45+6’ (rig.) Borrelli |

| Arbitro: | Bonacina (Bergamo) |

|                                  |           |                                |
| Zanon 31’ Finotto 41’ Zuelli 46’ | Marcatori | 63’ Reine-Adélaïde 85’ Soriano |

| Arbitro: | Rutella (Enna) |

|                    |           |                        |
| Girma 26’ Vido 82’ | Marcatori | 10’ Guarino 57’ Zuelli |

| Arbitro: | Tremolada (Monza) |

|                           |           |                             |
| Finotto 26’ Cherubini 42’ | Marcatori | 12’ Zanimacchia 87’ Johnsen |

| Arbitro: | Crezzini (Siena) |

|  |           |              |
|  | Marcatori | 70’ Cichella |

| Arbitro: | Tremolada (Monza) |

|                       |           |                               |
| Merkaj 59’ Molina 73’ | Marcatori | 17’ Giovane 90+2’ Torregrossa |

| Arbitro: | Abisso (Palermo) |

|                             |           |           |
| Torregrossa 45’ Guarino 51’ | Marcatori | 37’ Šimić |

| Cittadella 5 aprile 2025, ore 15:00 CEST 32ª giornata | Cittadella           | 0 – 0 referto | Carrarese | Stadio Piercesare Tombolato (3.240 spett.)\| Arbitro: \| Pairetto (Nichelino) \| |
| Arbitro:                                              | Pairetto (Nichelino) |               |           |                                                                                  |

| Arbitro: | Perri (Roma) |

|                |           |             |
| Le Douaron 86’ | Marcatori | 16’ Shpendi |

| Arbitro: | Zufferli (Udine) |

|                |           |  |
| Torregrossa 6’ | Marcatori |  |

| Arbitro: | Ferrieri Caputi (Livorno) |

|                      |           |  |
| Verdi 13’ Boloca 87’ | Marcatori |  |

| Arbitro: | Perri (Roma) |

|                                |           |                    |
| Schiavi 42’ (rig.) Illanes 88’ | Marcatori | 62’ (rig.) Gliozzi |

| Arbitro: | Monaldi (Macerata) |

|                             |           |             |
| Mancuso 44’ Debenedetti 83’ | Marcatori | 47’ Finotto |

### Coppa Italia

#### Turni preliminari
| Arbitro: | Calzavara (Varese) |

|                         |           |             |
| Cherubini 46’ Cerri 89’ | Marcatori | 54’ Popovic |

| Arbitro: | Pezzuto (Lecce) |

|                                     |           |            |
| Piccoli 33’ Pavoletti 41’ Prati 71’ | Marcatori | 55’ Panico |

## Statistiche

### Statistiche di squadra
Aggiornato al 3 maggio 2025
| Competizione | Punti | In casa | In casa | In casa | In casa | In casa | In casa | In trasferta | In trasferta | In trasferta | In trasferta | In trasferta | In trasferta | Totale | Totale | Totale | Totale | Totale | Totale | DR  |
| Competizione | Punti | G       | V       | N       | P       | Gf      | Gs      | G            | V            | N            | P            | Gf           | Gs           | G      | V      | N      | P      | Gf     | Gs     | DR  |
| ------------ | ----- | ------- | ------- | ------- | ------- | ------- | ------- | ------------ | ------------ | ------------ | ------------ | ------------ | ------------ | ------ | ------ | ------ | ------ | ------ | ------ | --- |
| Serie B      | 41    | 18      | 9       | 5       | 4       | 22      | 17      | 17           | 1            | 6            | 10           | 13           | 28           | 35     | 10     | 11     | 14     | 35     | 45     | -10 |
| Coppa Italia | -     | 1       | 1       | 0       | 0       | 2       | 1       | 1            | 0            | 0            | 1            | 1            | 3            | 2      | 1      | 0      | 1      | 3      | 4      | -1  |
| Totale       | 41    | 19      | 10      | 5       | 4       | 24      | 18      | 18           | 1            | 6            | 11           | 14           | 31           | 37     | 11     | 11     | 15     | 38     | 49     | -11 |

### Andamento in campionato
| Giornata  | 1  | 2  | 3  | 4  | 5  | 6  | 7  | 8  | 9  | 10 | 11 | 12 | 13 | 14 | 15 | 16 | 17 | 18 | 19 | 20 | 21 | 22 | 23 | 24 | 25 | 26 | 27 | 28 | 29 | 30 | 31 | 32 | 33 | 34 | 35 | 36 | 37 | 38 |
| --------- | -- | -- | -- | -- | -- | -- | -- | -- | -- | -- | -- | -- | -- | -- | -- | -- | -- | -- | -- | -- | -- | -- | -- | -- | -- | -- | -- | -- | -- | -- | -- | -- | -- | -- | -- | -- | -- | -- |
| Luogo     | T  | T  | C  | T  | C  | T  | C  | T  | C  | C  | T  | C  | T  | C  | T  | C  | T  | C  | T  | C  | T  | C  | T  | C  | T  | C  | T  | C  | C  | T  | C  | T  | C  | T  | C  | T  | C  | T  |
| Risultato | P  | P  | V  | P  | P  | P  | N  | V  | N  | V  | N  | N  | P  | V  | P  | V  | N  | V  | N  | V  | P  | P  | P  | P  | P  | V  | N  | N  | P  | N  | V  | N  | N  |    | V  | P  |    |    |
| Posizione | 14 | 17 | 12 | 17 | 18 | 19 | 20 | 17 | 17 | 15 | 14 | 12 | 16 | 13 | 16 | 11 | 12 | 10 | 11 | 8  | 9  | 11 | 13 | 14 | 16 | 11 | 11 | 12 | 12 | 12 | 11 | 11 | 11 |    | 11 | 12 |    |    |

Legenda:

Luogo: C = Casa; T = Trasferta. Risultato: V = Vittoria; N = Pareggio; P = Sconfitta.

### Statistiche dei giocatori
Sono in corsivo i calciatori che hanno lasciato la società a stagione in corso.
| Giocatore          | Serie B  | Serie B | Serie B     | Serie B    | Coppa Italia | Coppa Italia | Coppa Italia | Coppa Italia | Totale   | Totale | Totale      | Totale     |
| Giocatore          | Presenze | Reti    | Ammonizioni | Espulsioni | Presenze     | Reti         | Ammonizioni  | Espulsioni   | Presenze | Reti   | Ammonizioni | Espulsioni |
| ------------------ | -------- | ------- | ----------- | ---------- | ------------ | ------------ | ------------ | ------------ | -------- | ------ | ----------- | ---------- |
| M. Bleve           | 20       | -20     | 0           | 0          | 2            | -4           | 0            | 0            | 22       | -24    | 0           | 0          |
| M. Coppolaro       | 15       | 0       | 3           | 0          | 2            | 0            | 0            | 0            | 17       | 0      | 3           | 0          |
| G. Guarino         | 3        | 0       | 1           | 0          | 0            | 0            | 0            | 0            | 3        | 0      | 1           | 0          |
| H. Hermannsson     | 3        | 0       | 1           | 0          | 0            | 0            | 0            | 0            | 3        | 0      | 1           | 0          |
| J. Illanes Minucci | 15       | 0       | 3           | 0          | 2            | 0            | 0            | 0            | 17       | 0      | 3           | 0          |
| M. Imperiale       | 19       | 0       | 2           | 0          | 2            | 0            | 0            | 0            | 21       | 0      | 2           | 0          |
| F. Oliana          | 12       | 1       | 2           | 0          | 2            | 0            | 0            | 0            | 14       | 1      | 2           | 0          |
| N. Belloni         | 10       | 0       | 0           | 0          | 1            | 0            | 0            | 0            | 11       | 0      | 0           | 0          |
| L. Capezzi         | 12       | 0       | 2           | 0          | 2            | 0            | 0            | 0            | 14       | 0      | 2           | 0          |
| M. Cicconi         | 27       | 3       | 6           | 0          | 2            | 0            | 0            | 0            | 29       | 3      | 6           | 0          |
| D. Bouah           | 30       | 3       | 3           | 0          | 0            | 0            | 0            | 0            | 30       | 3      | 3           | 0          |
| S. Giovane         | 17       | 0       | 6           | 0          | 0            | 0            | 0            | 0            | 17       | 0      | 6           | 0          |
| R. Palmieri        | 7        | 0       | 2           | 0          | 2            | 0            | 0            | 0            | 9        | 0      | 2           | 0          |
| N. Schiavi         | 29       | 5       | 7           | 0          | 2            | 0            | 0            | 0            | 31       | 5      | 7           | 0          |
| S. Zanon           | 19       | 0       | 1           | 0          | 1            | 0            | 0            | 0            | 20       | 0      | 1           | 0          |
| E. Zuelli          | 18       | 0       | 3           | 0          | 2            | 0            | 0            | 0            | 20       | 0      | 3           | 0          |
| A. Capello         | 10       | 0       | 1           | 0          | 1            | 0            | 0            | 0            | 11       | 0      | 1           | 0          |
| L. Cerri           | 27       | 3       | 6           | 0          | 2            | 1            | 0            | 0            | 29       | 4      | 6           | 0          |
| L. Cherubini       | 17       | 1       | 2           | 0          | 1            | 1            | 0            | 0            | 18       | 2      | 2           | 0          |
| F. Falco           | 1        | 0       | 0           | 0          | 0            | 0            | 0            | 0            | 1        | 0      | 0           | 0          |
| M. Finotto         | 15       | 1       | 0           | 0          | 0            | 0            | 0            | 0            | 15       | 1      | 0           | 0          |
| R. Palermo         | 0        | 0       | 0           | 0          | 2            | 1            | 0            | 0            | 2        | 1      | 0           | 0          |
| G. Panico          | 12       | 0       | 2           | 0          | 2            | 1            | 0            | 0            | 14       | 1      | 2           | 0          |
| S. Shpendi         | 8        | 0       | 0           | 0          | 0            | 0            | 0            | 0            | 8        | 0      | 0           | 0          |